# Ramón Etchamendi
Ramón Gervasio Etchamendi Sosa, detto Pirulo (1930 – Montevideo, 8 gennaio 1993), è stato un cestista e allenatore di pallacanestro uruguaiano.

## Carriera
Alla guida dell'Uruguay ha vinto l'oro ai Campionati sudamericani del 1981. Ha preso parte ai Giochi di Los Angeles 1984 (chiusi al 6º posto) ed ai Mondiali del 1982 e del 1986.
Nel corso degli anni settanta ha allenato il Paysandú Basquetbol Club. Dal 1987 fino 1992 ha allenato il Club Atlético Cordón. Dovette abbandonare la guida della squadra a causa dei suoi problemi di salute; poco tempo dopo morì, a causa di un'insufficienza cardiaca.